# گوگوان
گوگوان (به اسپانیایی: Guguan) یک جزیره در جزایر ماریانای شمالی است که در اقیانوس آرام واقع شده‌است.

## خصوصیات
گوگوان غیرمسکونی می‌باشد و ۲۸۷ متر بالاتر از سطح دریا واقع شده‌است.